# Імператорський луг

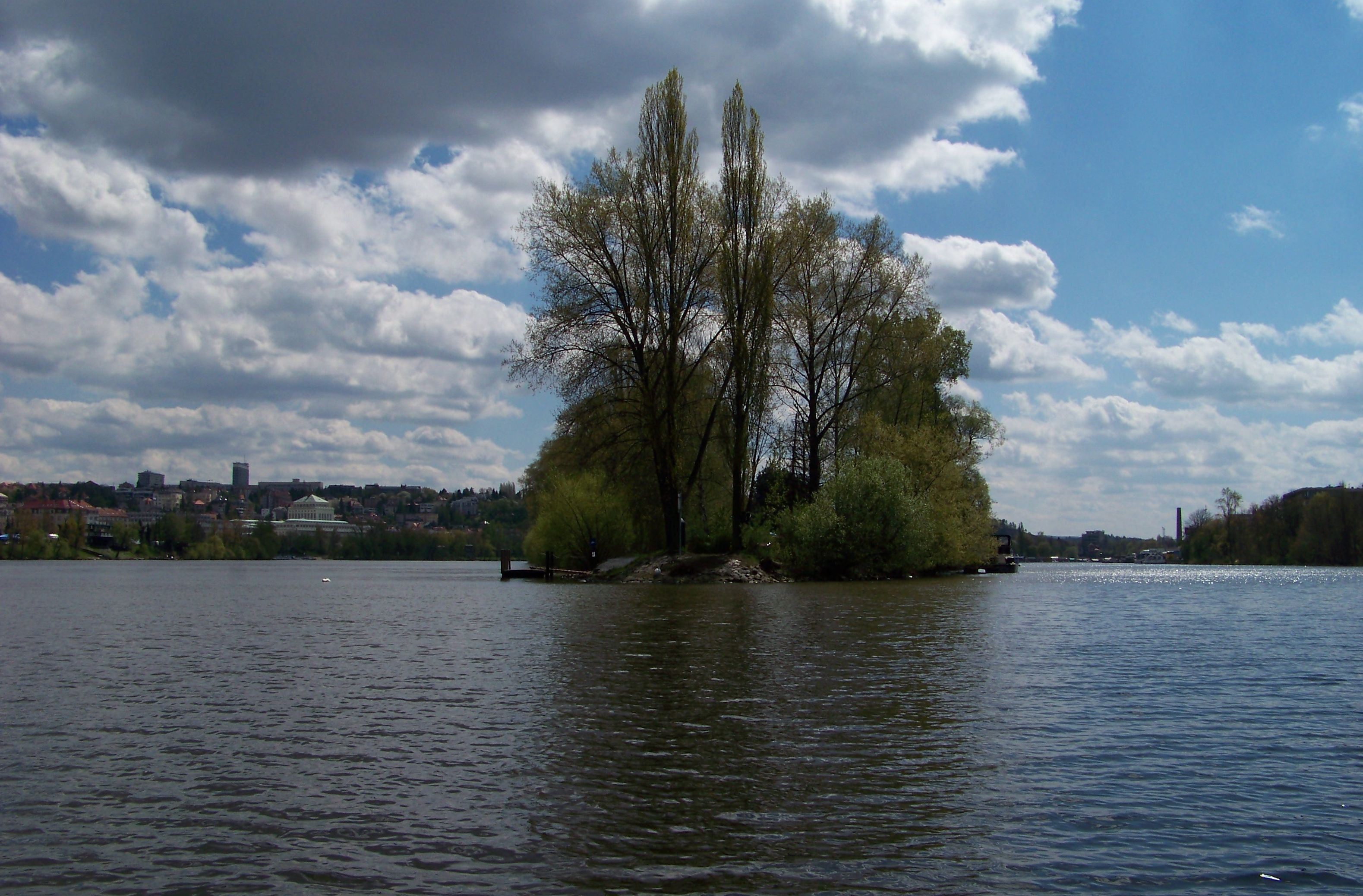
Імператорський луг, вид проти течії річки

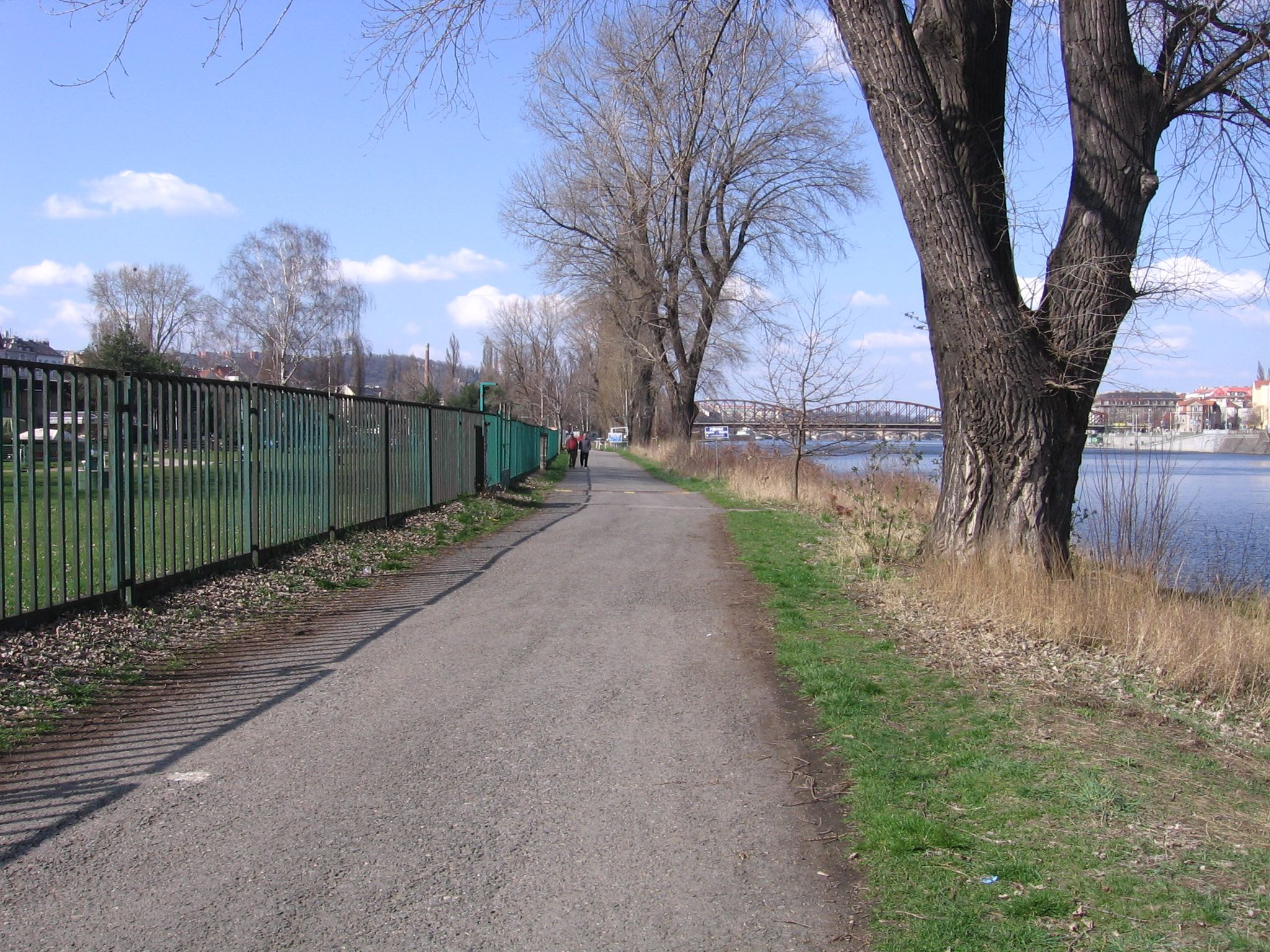
Острів Імператорський луг, вид на північ.

Імператорський луг (чеськ. Císařská louka) — штучно утворений острів 1,7 км в довжину на Влтаві в районі Прага-Сміхов.

## Історія
Спочатку ця територія називалася Королівський луг. Це був широкий берег, на якому, ймовірно, відбувався великий коронаційний бенкет короля Богемії Вацлава II у 1297 році. У ХІХ століття луг став популярним місцем відпочинку пражан. Тут проходили громадські заходи і спортивні матчі..
Островом Імператорський луг став штучно, після того як в 1899–1903 роках тут був побудований Сміховський порт, спочатку як гавань імператора Франца Йосифа І.
На футбольному полі острова в 1896 році, відбулося перше дербі «Славії» та «Спарти». В даний час на полі грає команда «Радліце» з чемпіонату Праги.
В даний час на острові знаходиться гавань для малих судів, наметовий табір, спортивні майданчики і ресторан.

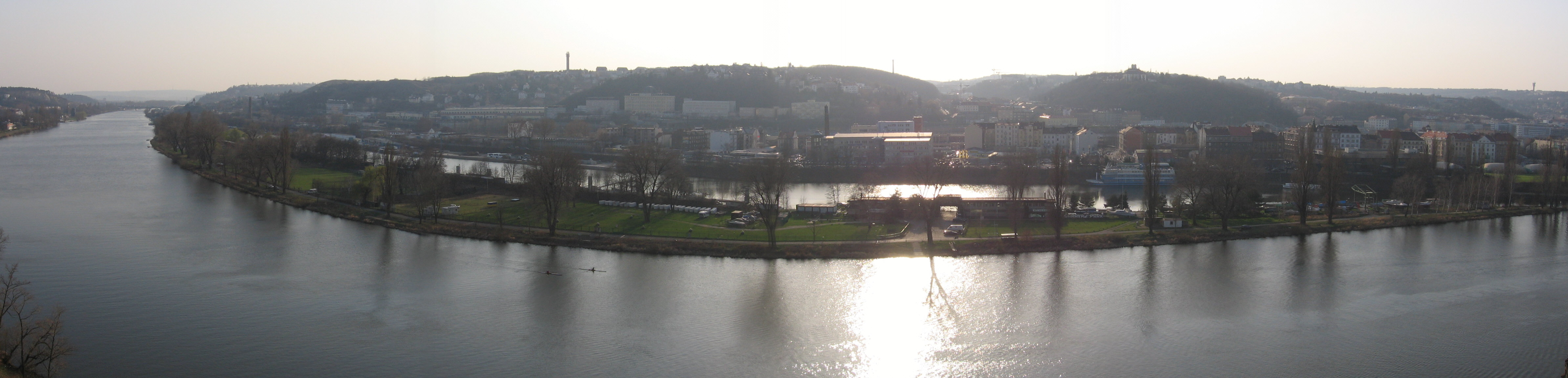
Панорама острова з Вишеграду